# Станевич, Виктор Иванович
Виктор Иванович (Эмерик Ян) Станевич (пол. Wiktor Staniewicz; 1866, Самара, Российская империя — 1932, Вильно) — польский и российский учёный, профессор математики, педагог. Член Санкт-Петербургского математического общества.

## Биография
Родился 21 сентября 1866 года[по какому календарю?] в Самаре.
В 1883 году окончил немецкую филологическую гимназию в Санкт-Петербурге, затем поступил в Императорский Санкт-Петербургский университет, который окончил в 1887 году со степенью кандидата математических наук. Со студенческих лет принимал участие в деятельности нелегальных польских организаций. Некоторое время находился в тюрьме по подозрению в антигосударственной деятельности.
В рамках подготовки к профессорскому званию с 1888 по 1892 гг. работал доцентом на кафедре математики Санкт-Петербургского университета. Одновременно в 1888 году преподавал в школе Карла Мая, а затем, в течение 10 лет преподавал математику в женской католической гимназии при костёле Св. Екатерины в Петербурге.

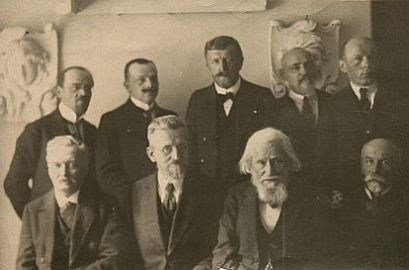
Группа профессоров Университета Стефана Батория (Вильно). 1922 г.
Третий в первом ряду справа — проф. В. Станевич

В 1894—1902 годах — учитель математики в женской гимназии М. Н. Стоюниной. Кроме того, он преподавал математику в Константиновском артиллерийском училище, Бестужевских курсах (1900—1901), Корпусе инженеров путей сообщений и Электротехническом институте императора Александра III в Санкт-Петербурге.
С 1902 года преподавал в Петербургском университете, сперва профессором на кафедре математики; в 1905—1907 гг. был профессором, занимающимся студенческими делами и условиями их проживания.
В 1907 году после обыска в студенческих общежитиях, обнаружившего подпольную противоправительственную деятельность студенческих организаций, профессор Станевич был арестован и осуждён вместе с бывшим ректором Политехнического института, князем Гагариным к трём годам лишения права служить на государственной службе и в органах местного самоуправления. В течение этих трёх лет он был профессором по найму в Политехническом институте. В мае 1912 года вновь вернулся в университет на должность профессора математики. В 1915—1917 годах был деканом факультета инженерного проектирования и строительства. В 1917—1918 гг. — заместитель ректора Технического университета Петрограда.
В 1919 году покинул Россию и переехал в Вильно и в конце года был назначен профессором математики университета Стефана Батория. С апреля 1920 по сентябрь 1921 года был деканом математико-природоведческого факультета. Как один из самых выдающихся профессоров университета, 15 сентября 1921 года был избран на должность ректора университета и занимал эту должность до 15 сентября 1922 года.
В 1921—1923 годах был председателем Польского математического общества.
Умер 23 декабря 1932 года и похоронен на кладбище Расу в Вильнюсе.